# Wapen van Laarbeek

Wapen van Laarbeek

Het wapen van Laarbeek is op 17 juli 1999 bij Koninklijk Besluit aan de gemeente Laarbeek toegekend. Bij de gemeentelijke herindeling van 1997 is de gemeente ontstaan uit de gemeenten Aarle-Rixtel, Beek en Donk en Lieshout.

## Geschiedenis
De molenijzers zijn ontleend aan het wapen van Dirk de Rover, de oudst bekende heer van Aarle-Rixtel en Beek en Donk. Hij voerde een wapen met drie molenijzers. De lelie staat symbool voor Lieshout. De golvende dwarsbalk stelt de beek in de gemeentenaam voor.

## Blazoen
De beschrijving van het wapen luidt: 
In zilver een golvende dwarsbalk van azuur, vergezeld boven van twee molenijzers van keel, beneden van een lelie van azuur. Het schild gedekt met een gouden kroon van drie bladeren en twee parels.
N.B.:
- De heraldische kleuren zijn zilver (wit), azuur (blauw), keel (rood)  en goud (geel).

## Verwante wapens
De molenijzers uit het wapen van Dirk de Rover komen ook voor in de volgende wapens:

Het wapen van Dirk de Rover en de latere Heren van Montfoort
Wapen van Vlierden
Wapen van Haaren